# Barbiellinia annulipes
Barbiellinia annulipes är en tvåvingeart som först beskrevs av Günther Enderlein 1921.  Barbiellinia annulipes ingår i släktet Barbiellinia och familjen vapenflugor. Inga underarter finns listade i Catalogue of Life.